# Thymus talijevii
Thymus talijevii (чебрець Талієва) — вид рослин родини глухокропивові (Lamiaceae), ендемік Росії.

## Опис
Черешок листка часто до ½ загальної довжини листя. Багаторічний напівчагарничок з повзучими припіднятими пагонами. Генеративні пагони висотою до 6–12 см, сланкі й укорінюються. Листки довгочерешкові, особливо нижні, довгасто або широкоеліптичні до округлих, з максимальною шириною в середині або вище середини пластинки, з опуклими знизу жилками. Чашечка довжиною 3.5–4.0 мм, трубчасто-дзвонові, з 10 жилками. Віночок бузковий або ліловий. Плід — 4-горішок.

## Поширення
Ендемік Росії: Урала, пн.-сх. європейської частини й Західного Сибіру.